# Sublocotenent

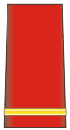
Însemnul de sublocotenent în Armata Română.

Termenul de Sublocotenent reprezintă denumirea unui grad militar inferior gradului de locotenent, respectiv al celui mai jos grad de ofițer.
Ca însemn al epoleților, în Armata română, este reprezentat printr-o tresă.